# Farní sbor Českobratrské církve evangelické v Borové u Poličky
Farní sbor Českobratrské církve evangelické v Borové u Poličky je sborem Českobratrské církve evangelické v Borové u Poličky. Sbor spadá pod poličský seniorát.
Kazatelem sboru je Miloš Lapáček, kurátorkou sboru je Hana Riedlová.

## Faráři sboru
- Miloslav Plecháček (1969–1980)
- Pavel Jun (1984–1993)
- Miloš Lapáček (2003-2019 jáhen, od 1. 1. 2020 pokračuje ve službě jako farář)